# アリとキリギリス

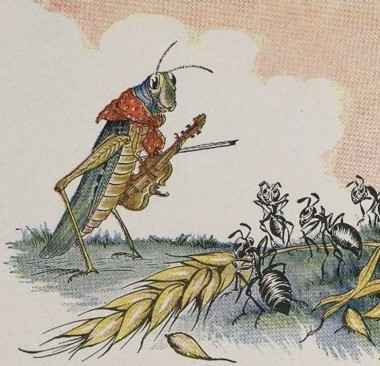
アリとキリギリス

「アリとキリギリス」は、イソップ寓話のひとつ。将来に備えることの大切さを説く。

## 虫の種類
ギリシャ語の寓話では、内容のよく似た「蟻とセンチコガネ」:102（ペリー・インデックス112番）と、「蝉と蟻」:276（同373番）の2種類がある。
セミは熱帯・亜熱帯に生息し、ギリシアなど地中海沿岸にも生息していて、古代ギリシアでは文学でも取り扱われている。
17世紀のラ・フォンテーヌの寓話詩でも「セミとアリ」 (fr:La Cigale et la Fourmi (La Fontaine)) であり、日本語のキリシタン版『エソポのハブラス』（1593年）でも「セミとアリ」になっている。その一方でヨーロッパ北部ではあまりなじみが無い昆虫のため、バッタ（英: grasshopper, 独: Heuschrecke）、コオロギ（独: Grille, 蘭: krekel）、トンボ（露: стрекоза）などの昆虫に変えられた。フランス語でセミを意味するcigaleはコオロギの類をも指すことがあり、挿絵ではコオロギやバッタのように見える昆虫が描かれていることも多い。日本では福沢諭吉が英語から翻訳した『童蒙をしへ草』に「蟻と𧒂螽（いなご）の事」とある。渡部温がやはり英語から翻訳した『通俗伊蘇普物語』では「蟻と䘀螽（きりぎりす）の話」と題されている。現代の日本では主に『アリとキリギリス』の名で広まっている。
なお、ロマンス語でアリ(羅: formica、仏: fourmi)とセミ（羅: cicada、仏: cigale）はいずれも女性名詞であり、女性として扱われていることが多い。

## あらすじ
「蟻とセンチコガネ」では、夏の間アリが穀物を集めるのを見てセンチコガネが驚くが、冬になって食物に困ったセンチコガネはアリの許を訪れ、それに対してアリは、夏のうちに苦労しておけば今は困らなかっただろうという。将来に備えることの大切さを寓意とする:102。
「蝉と蟻」では、冬の日に食物に困ったセミがアリのもとに来て食物を乞う。アリはセミが夏の間何をしていたかを尋ねる。セミが歌っていたと答えると、アリは冬には踊ればいいと答える:276。ラ・フォンテーヌの寓話詩やクルイロフの寓話もほぼ同様の内容を持つ。

## 改変
サマーセット・モームの「アリとキリギリス」（1924年）では自分が子供のころにラ・フォンテーヌの寓話を読んでキリギリスに同情してアリを憎んだことを記し、自分で新しい話を考案している。そこではアリとキリギリスはジョージとトムという人間の兄弟に置き換えられ、堅実なジョージは放蕩家のトムがいずれ年老いてみじめな晩年を送ることになると思っていたが、トムは老いた資産家の婦人と結婚し、彼女が死んだあとその財産を引きついで大金持ちになってしまう。
アリが慈悲心（哀れみの心）をもって食べ物を分けてあげるという改変が古くからある。食べ物を分けることを拒否し、キリギリスが飢え死ぬのでは残酷だというので、アリは食べ物を恵み、「私は、夏にせっせと働いていた時、あなたに笑われたアリです。あなたは遊び呆けて何のそなえもしなかったから、こうなったのですよ」とキリギリスに告げ、それを機にキリギリスは心を入れ替えて働くようになるなどという展開に改変される場合もある。この展開での現代ものでよく知られた作品としては、1934年にウォルト・ディズニーがシリー・シンフォニーシリーズの一品として制作した短編映画『アリとキリギリス』がある。この作品では、当時ニューディール政策により社会保障制度の導入を進めていたフランクリン・ルーズベルト政権への政治的配慮から、アリが食べ物を分けてあげる代わりにキリギリスがヴァイオリン演奏を披露するという結末に改変されている。

## ギャラリー

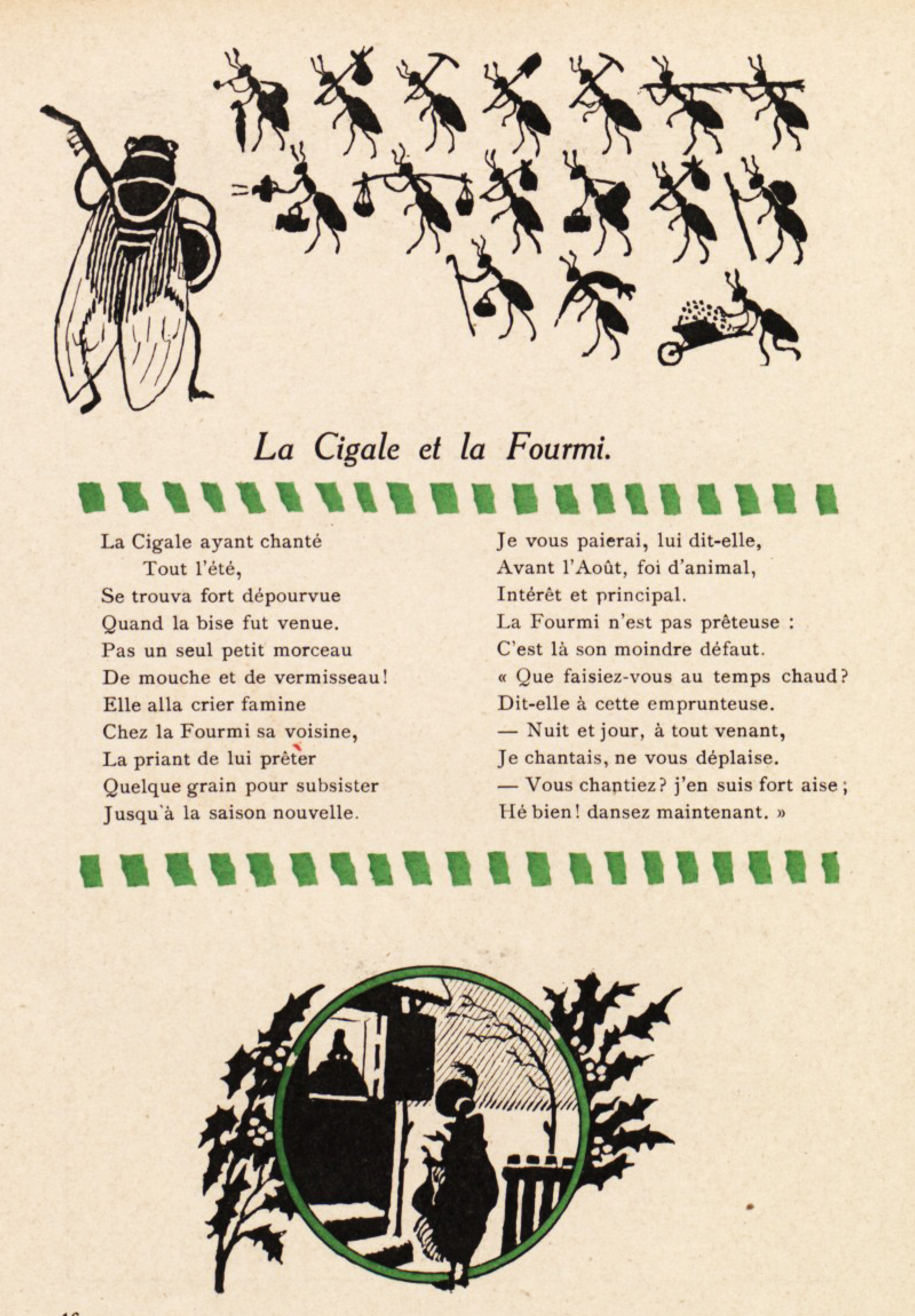
ラ・フォンテーヌ『セミとアリ』の挿絵（1932年、セミとして描かれる）
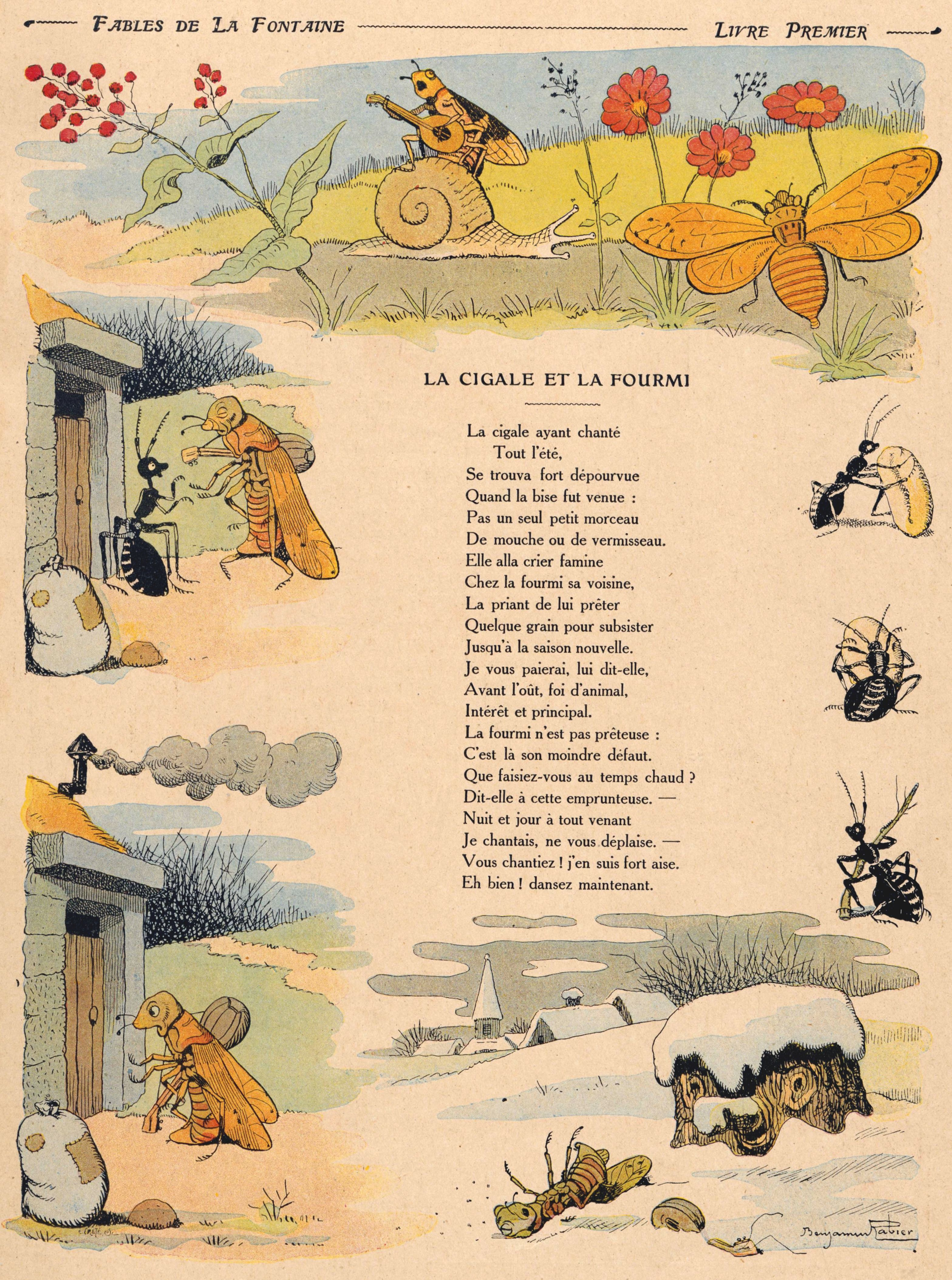
ラ・フォンテーヌ『セミとアリ』の挿絵（1906年、バッタとして描かれる）
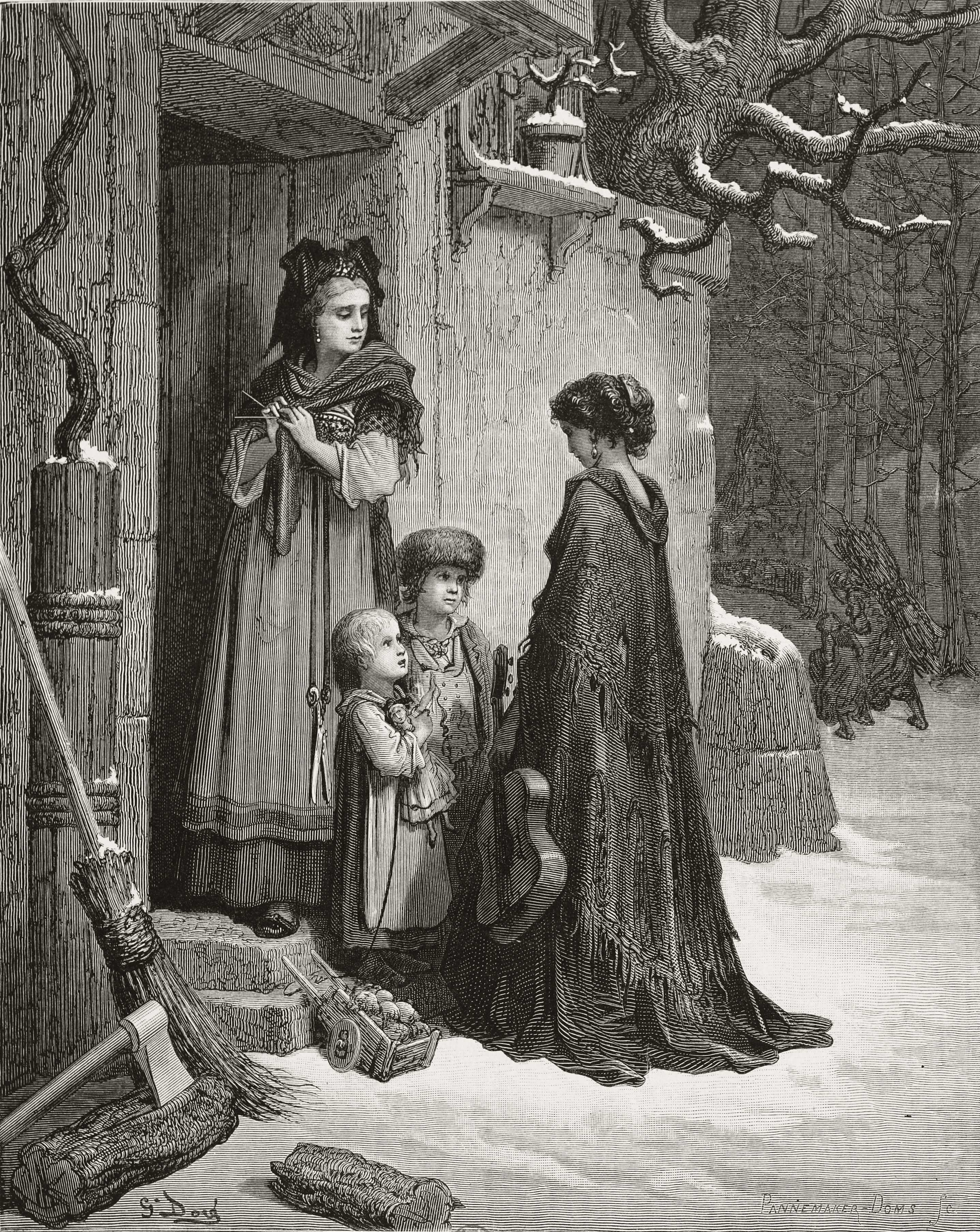
ラ・フォンテーヌ『セミとアリ』の挿絵（1868年、ギュスターヴ・ドレ画。ふたりの女性として表現される）
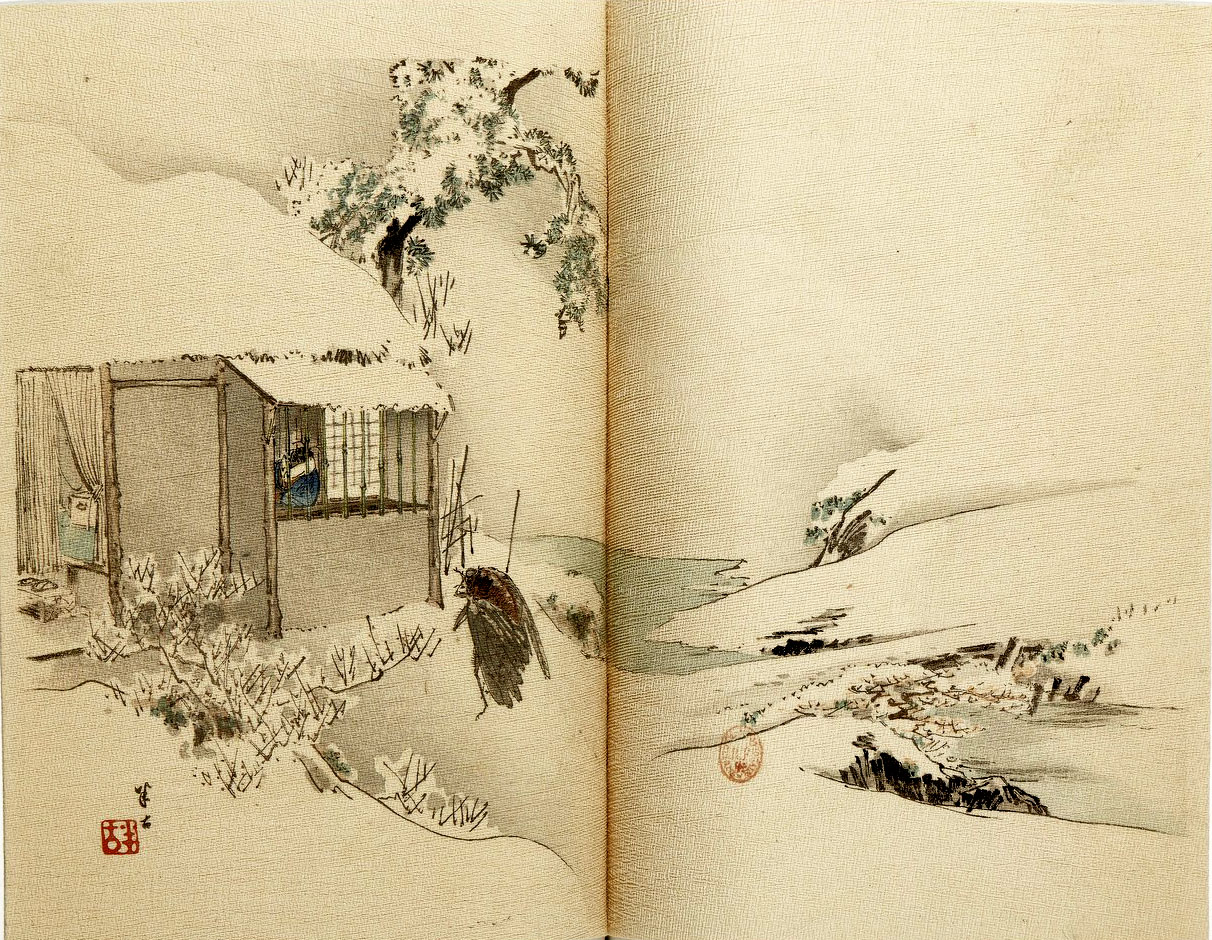
ラ・フォンテーヌ『セミとアリ』の挿絵（1894年、梶田半古画）